# Santigui Traoré
Santigui Traoré foi um nobre senufô do Reino de Quenedugu. Era filho do fama Tiemonconco (r. 1840–1845) e irmão de Daúda (r. 1860–1862). Em 1862, quando Molocunanfá faz uma revolução palaciana para derrubar Daúda, Santigui permaneceu ao lado do irmão.